# Poczucie własnej wartości
Poczucie własnej wartości – stan psychiczny powstały na skutek elementarnej, uogólnionej oceny dokonanej na własny temat. 
Samoocena to uogólniona postawa w stosunku do samego siebie, która wpływa na nastrój oraz wywiera silny wpływ na pewien zakres zachowań osobistych i społecznych. Podstawą samooceny jest samowiedza, czyli zespół sądów i opinii, które jednostka odnosi do własnej osoby. Te sądy i opinie dotyczą właściwości fizycznych, psychicznych i społecznych. 
Psycholodzy wyróżniają dwa rodzaje postaw związanych z samooceną ogólną: samoakceptację i samoodtrącenie. 
Samoakceptację określa się jako postawę nacechowaną wiarą, zaufaniem i zdrowym szacunkiem dla samego siebie. Postawa taka sprawia, że jednostka może wykonywać i wykorzystywać swoje możliwości, a także potrafi skorygować swoje zachowanie pod wpływem innych. Osoby, które akceptują siebie, mają pozytywne mniemanie o sobie i dobre samopoczucie. 
Przez samoodtrącenie rozumie się postawę wobec siebie łączącą się z przeżywaniem poczucia krzywdy, poczucia winy, poczucia niższości albo innych doznań związanych z pretensją i żalem do siebie. Osoba taka nie docenia własnych sukcesów, a przecenia porażki, dąży do poniżenia siebie, czasem wręcz siebie nienawidzi.
Samoocenę można mierzyć na dwóch wymiarach – wysokości i pewności. W tym sensie samoocena może być:
- zawyżona i pewna,
- zawyżona i niepewna,
- zaniżona i pewna,
- zaniżona i niepewna.

Pewność samooceny ma większe znaczenie dla regulacji zachowania niż sama jej wysokość.
Jakość dokonywanej samooceny zależy często od wychowania. 
Zaburzenie poczucia własnej wartości powstaje zazwyczaj na podstawie komunikatów podważających wartość dziecka, jakie dostaje ono od osób znaczących (np. rodziców, opiekunów). Początkowo np. dziecko jest uważane za cenne samo w sobie, dlatego że jest i dostaje komunikaty od otoczenia stosowne do takiego sposobu jego postrzegania. Z czasem jednak na skutek rozmaitych oczekiwań otoczenia czy sposobów wychowania otrzymuje komunikaty, które przekonują je albo pozwalają podejrzewać, że wartość jego jako człowieka zależy od rozmaitych czynników zewnętrznych lub od konkretnych działań czy umiejętności. Tak wychowywane dziecko zaczyna się starać, by sprostać tym wymaganiom i zasłużyć ponownie na to, by móc się poczuć wartościowym i kochanym przez rodziców dzieckiem. Tak wychowywane dziecko staje się często także jako dorosły osobą zależną od otoczenia, zewnątrzsterowną i niepewną siebie (własnej elementarnej wartości jako człowieka).
Poczucie własnej wartości determinuje wybór z posiadanego repertuaru zachowań tych, które odpowiadają określonej sytuacji napotkanej w otaczającym świecie zewnętrznym.

## Poczucie własnej wartości a materializm
Współczesne badania naukowe wskazują, że niskie poczucie własnej wartości jest ściśle skorelowane z materializmem. Jest to dość ścisła zależność: obserwuje się wzrost materializmu w przypadku obniżenia poczucia własnej wartości jednostki oraz spadek poczucia własnej wartości w sytuacji zwiększenia konsumpcjonizmu. 
W przypadku zwiększenia poczucia własnej wartości konsumentów następuje dramatyczny spadek konsumpcjonizmu służącego jako metoda radzenia sobie z brakiem pewności siebie. Zjawisko to jest szczególnie widoczne wśród nastolatków, które przechodząc z okresu dzieciństwa do dorosłości doświadczają okresu obniżonego poczucia własnej wartości. Często obserwowaną strategią radzenia sobie z tym kryzysem jest zwiększenie zainteresowania posiadaniem dóbr materialnych w celu zneutralizowania uczucia bezwartościowości.
Zdaniem Niro Sivanathana oraz Nathan C. Pettita ludzie wydając znaczną część swoich dochodów na dobra luksusowe czy podnoszące ich status w społeczeństwie nie tylko pragną zbudować pozytywny sygnał dla społeczeństwa na swój temat, ale także kierują się podświadomą potrzebą złagodzenia wewnętrznego psychologicznego dyskomfortu wywołanego uczuciem bycia gorszym. Badania wskazują także na zwiększoną potrzebę kupowania dóbr luksusowych w sytuacjach zachwianego poczucia własnej wartości. Jednym z takich zabiegów marketingowych obniżających poczucie własnej wartości konsumentów jest wykorzystywanie wizerunków pięknych i bogatych osób w reklamach.
Materializm jest zjawiskiem korzystnym dla gospodarki, ale równocześnie niekorzystnym dla jednostki a tym samym dla społeczeństwa. Nadmierny materializm przyczyniający się do spadku poczucia własnej wartości napędza paradoksalny mechanizm potrzeby zwiększania zarobków, aby móc więcej konsumować przy równoczesnym obniżeniu zadowolenia z życia. W rzeczywistości kraje pierwszego świata takie jak Stany Zjednoczone, Japonia, Wielka Brytania oraz niektóre inne kraje europejskie obserwują wyższe poziomy zachorowań na depresję, alkoholizmu czy przestępczości niż pięćdziesiąt lat temu.